# DB Cargo UK

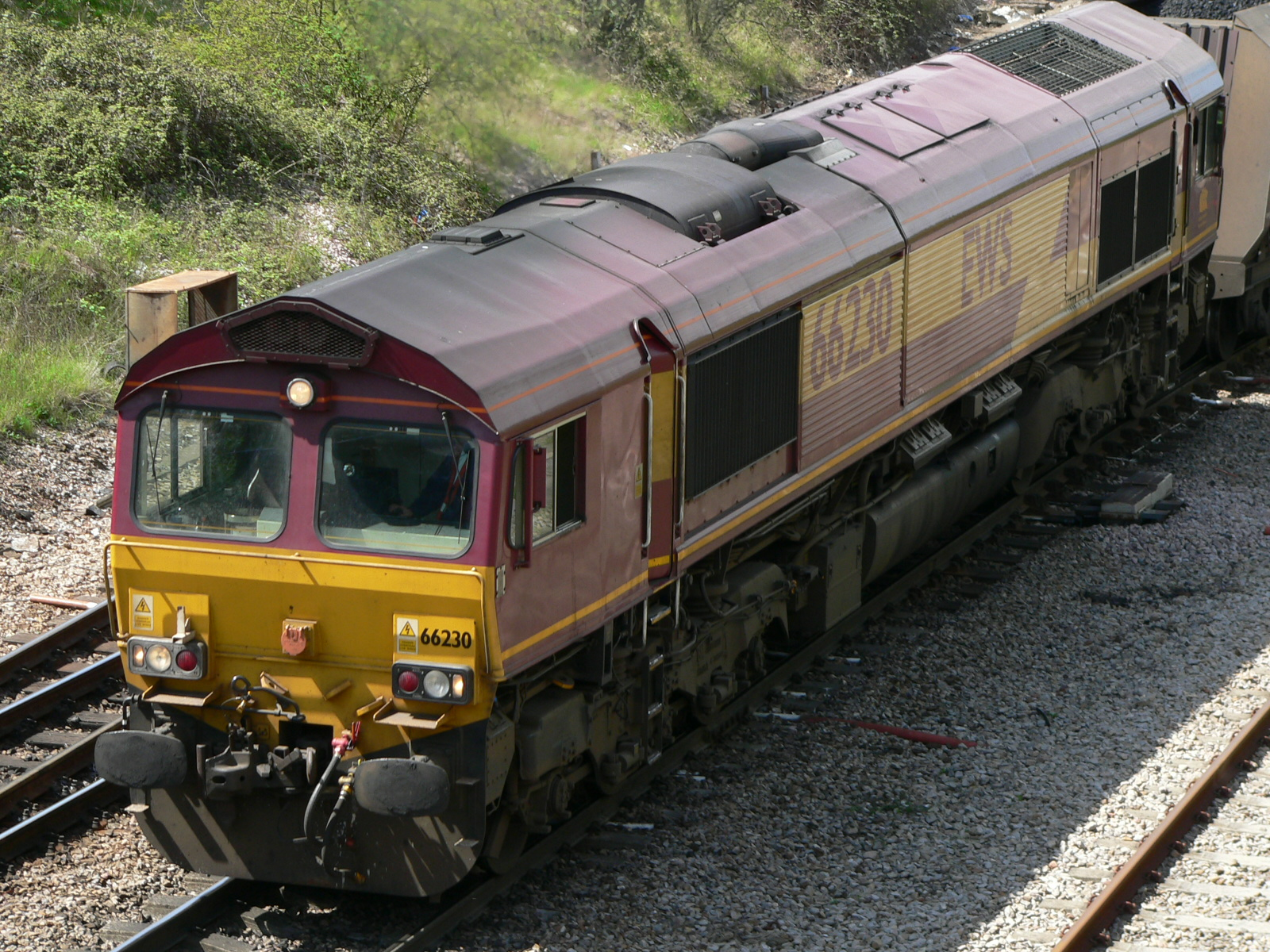
Lokomotywa British Rail Class 66 w barwach EWS

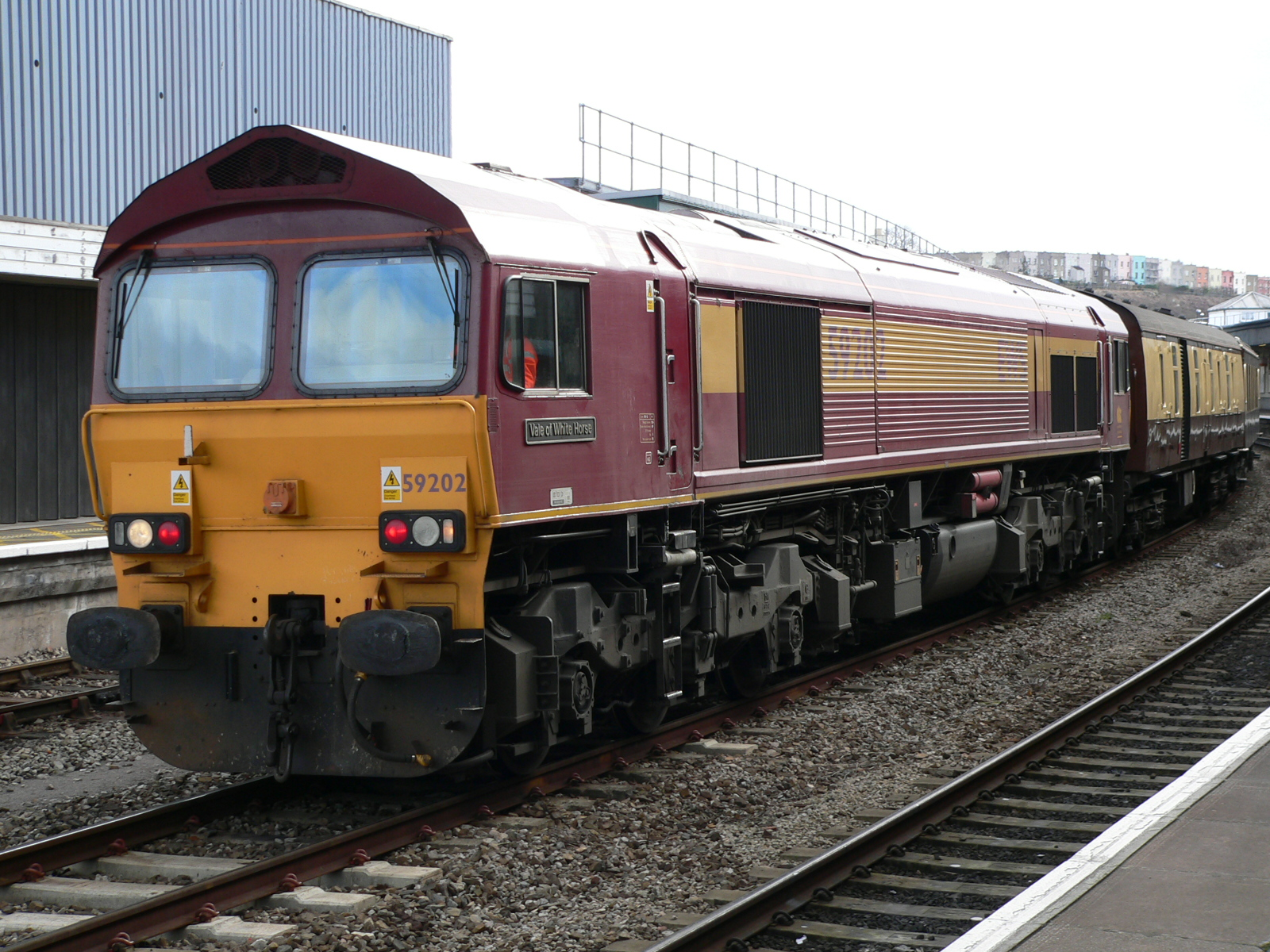
Lokomotywa British Rail Class 59

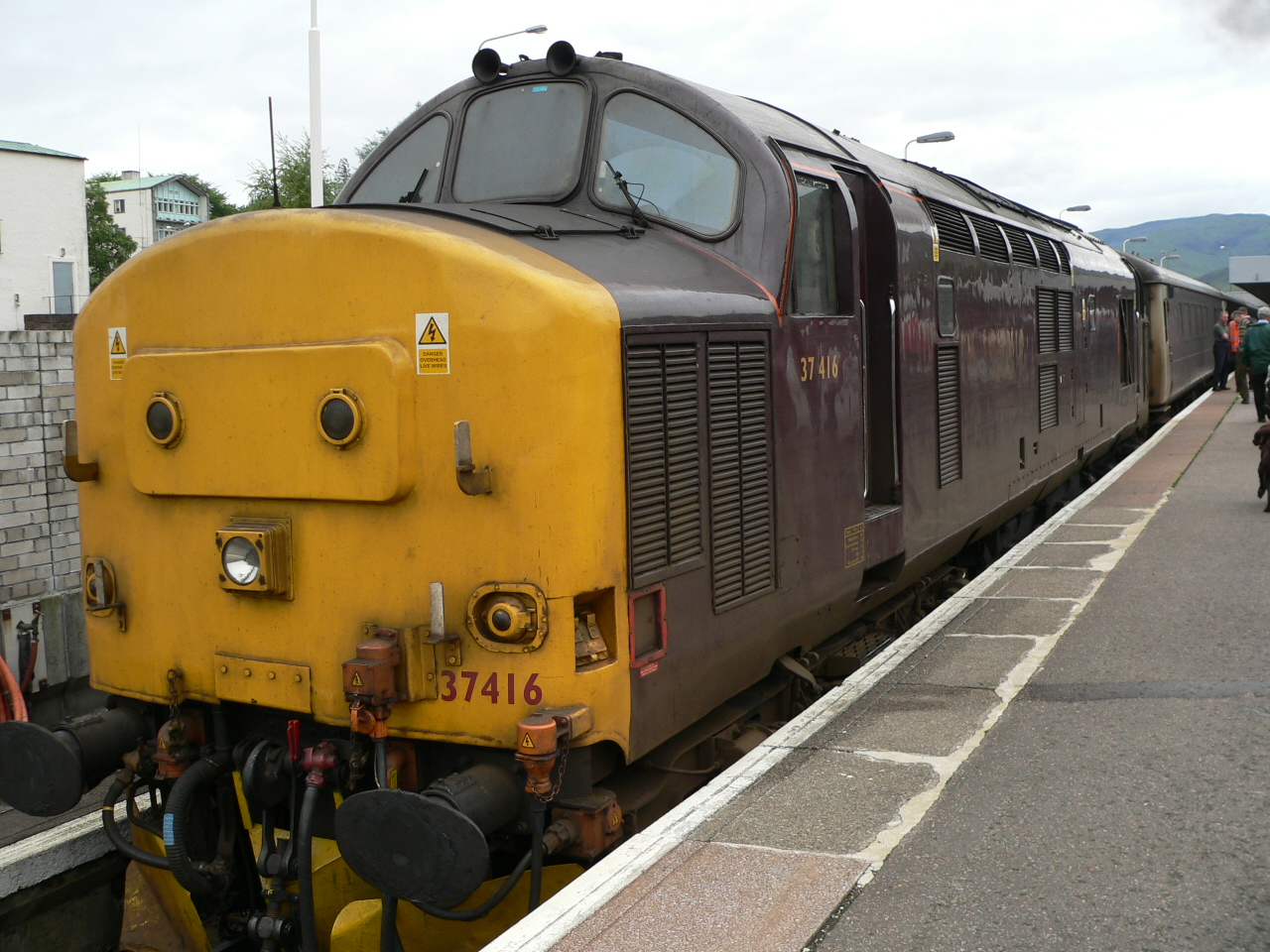
Lokomotywa British Rail Class 37

DB Cargo UK Ltd. (do czerwca 2009 działająca pod nazwą English, Welsh and Scottish Railway Ltd, w skrócie EWS, a do marca 2016 jako DB Schenker Rail (UK)) – brytyjski przewoźnik kolejowy. Spółka powstała w 1996 w wyniku prywatyzacji towarowej części państwowego giganta British Rail. Od 2007 stanowi oddział DB Cargo, towarowej części grupy Deutsche Bahn.
Przedsiębiorstwo jest obecnie największym kolejowym przewoźnikiem towarowym w Wielkiej Brytanii. Przewozi wszelkiego typu towary, we współpracy z przewoźnikami z innych państw obsługuje również wagony z towarami przybywającymi przez Eurotunel. Firma świadczy również usługi polegające na ciągnięciu wagonów przewoźników pasażerskich (jej klientami są m.in. First ScotRail i Arriva Trains Wales). Na zlecenie dworu królewskiego obsługuje również pociąg królewski. Jest też brytyjskim partnerem kolejowym firmy kurierskiej DHL. W 2005 r. jej spółka zależna Euro Cargo Rail uzyskała koncesję na realizację przewozów towarowych we Francji.

## Tabor
Przedsiębiorstwo eksploatuje wiele różnego typu wagonów, które są ciągnięte przez następujące typy lokomotyw:
- British Rail Class 08
- British Rail Class 09
- British Rail Class 37
- British Rail Class 59
- British Rail Class 60
- British Rail Class 66
- British Rail Class 67
- British Rail Class 90
- British Rail Class 92